# コパ・リプトン
コパ・リプトン（コパ・デ・カリダード・リプトン,リプトン杯とも。西:Copa de Caridad Lipton）は、アルゼンチン代表とウルグアイ代表の間で行われていたサッカーの国際親善大会である。1905年から1992年まで29回開催された。

## 歴史
英国の紅茶ブランド「リプトン」の創業者として知られるトーマス・リプトンが、ラプラタ川の両側にあり、ほぼ自国の選手だけで構成された代表チームによる2国間（アルゼンチン,ウルグアイ）の大会に対して、トロフィーを寄贈したのが始まりである。伝統として、引き分けの場合はアウェーチームの優勝とし、次の大会の日程やルールは、優勝国（トロフィーの保持者）が設定するものとされていた。
大会は1905年から1929年まで、1914年,1920年～1921年,1925年～1926年を除き、毎年開催されていた。FIFAワールドカップが1930年に開始されてからは、1937年～1992年までの55年間に9回、散発的に開催された。結局、大会は通算29回開催され、優勝回数はアルゼンチンの17回に対し、ウルグアイの12回となっている。

## 歴代大会結果

### 最終結果
以下の表は、コパ・リプトンの全大会の結果である 。
| 年   | 優勝         | 準優勝       | スコア | 開催都市         |
| ---- | ------------ | ------------ | ------ | ---------------- |
| 1905 | ウルグアイ   | アルゼンチン | 0-0    | ブエノスアイレス |
| 1906 | アルゼンチン | ウルグアイ   | 2-0    | モンテビデオ     |
| 1907 | アルゼンチン | ウルグアイ   | 2-1    | ブエノスアイレス |
| 1908 | アルゼンチン | ウルグアイ   | 2-2    | モンテビデオ     |
| 1909 | アルゼンチン | ウルグアイ   | 2-1    | ブエノスアイレス |
| 1910 | ウルグアイ   | アルゼンチン | 3-1    | モンテビデオ     |
| 1911 | ウルグアイ   | アルゼンチン | 2-0    | ブエノスアイレス |
| 1912 | ウルグアイ   | アルゼンチン | 2-0    | モンテビデオ     |
| 1913 | アルゼンチン | ウルグアイ   | 4-0    | アベジャネーダ   |
| 1915 | アルゼンチン | ウルグアイ   | 2-1    | ブエノスアイレス |
| 1916 | アルゼンチン | ウルグアイ   | 2-1    | モンテビデオ     |
| 1917 | アルゼンチン | ウルグアイ   | 1-0    | アベジャネーダ   |
| 1918 | アルゼンチン | ウルグアイ   | 1-1    | モンテビデオ     |
| 1919 | ウルグアイ   | アルゼンチン | 2-1    | ブエノスアイレス |
| 1922 | ウルグアイ   | アルゼンチン | 1-0    | モンテビデオ     |
| 1923 | ウルグアイ   | アルゼンチン | 0-0    | ブエノスアイレス |
| 1924 | ウルグアイ   | アルゼンチン | 2-0    | モンテビデオ     |
| 1927 | ウルグアイ   | アルゼンチン | 1-0    | ブエノスアイレス |
| 1928 | アルゼンチン | ウルグアイ   | 2-2    | モンテビデオ     |
| 1929 | ウルグアイ   | アルゼンチン | 0-0    | ブエノスアイレス |
| 1937 | アルゼンチン | ウルグアイ   | 5-1    | ブエノスアイレス |
| 1942 | アルゼンチン | ウルグアイ   | 1-1    | モンテビデオ     |
| 1945 | アルゼンチン | ウルグアイ   | 2-2    | モンテビデオ     |
| 1957 | ウルグアイ   | アルゼンチン | 1-1    | ブエノスアイレス |
| 1962 | アルゼンチン | ウルグアイ   | 3-1    | ブエノスアイレス |
| 1968 | アルゼンチン | ウルグアイ   | 2-0    | ブエノスアイレス |
| 1973 | ウルグアイ   | アルゼンチン | 1-1    | ブエノスアイレス |
| 1976 | アルゼンチン | ウルグアイ   | 4-1    | ブエノスアイレス |
| 1992 | アルゼンチン | ウルグアイ   | 0-0    | モンテビデオ     |

### 歴代優勝回数
| 国           | 優勝回数 | 優勝年                                                                                               |
| ------------ | -------- | --- |
| アルゼンチン | 17       | 1906, 1907, 1908, 1909, 1913, 1915, 1916, 1917, 1918, 1928, 1937, 1942, 1945, 1962, 1968, 1976, 1992 |
| ウルグアイ   | 12       | 1905, 1910, 1911, 1912, 1919, 1922, 1923, 1924, 1927, 1929, 1957, 1973                               |